# Arvalus
Arvalus  war in der Keltischen Mythologie der Name einer Heil- und/oder Landwirtschafts-Gottheit.

## Mythologie
Der Name Arvalus wird oft im Zusammenhang mit Göttern an heilkräftigen Quellen vorgefunden. Nach der Interpretatio Romana wurde Arvalus deshalb mit Apollon gleichgesetzt, vermutlich weil es sich bei ihm ebenfalls um eine Heilgottheit handelte.
Eine weitere, nicht unumstrittene Interpretation setzt ihn mit Saturn gleich, weil er als Natur- und Landwirtschaftsgott gesehen wird. Dies wird aus der Ableitung seines Namens aus den erschlossenen proto-indogermanischen Wortteilen *aro- („die Landwirtschaft betreffend“) und *-walo- („stark“) geschlossen. Eine Inschrift, die in Blackmoorgate (Derbyshire) gefunden wurde, soll dies untermauern.